# Cimetière de prison

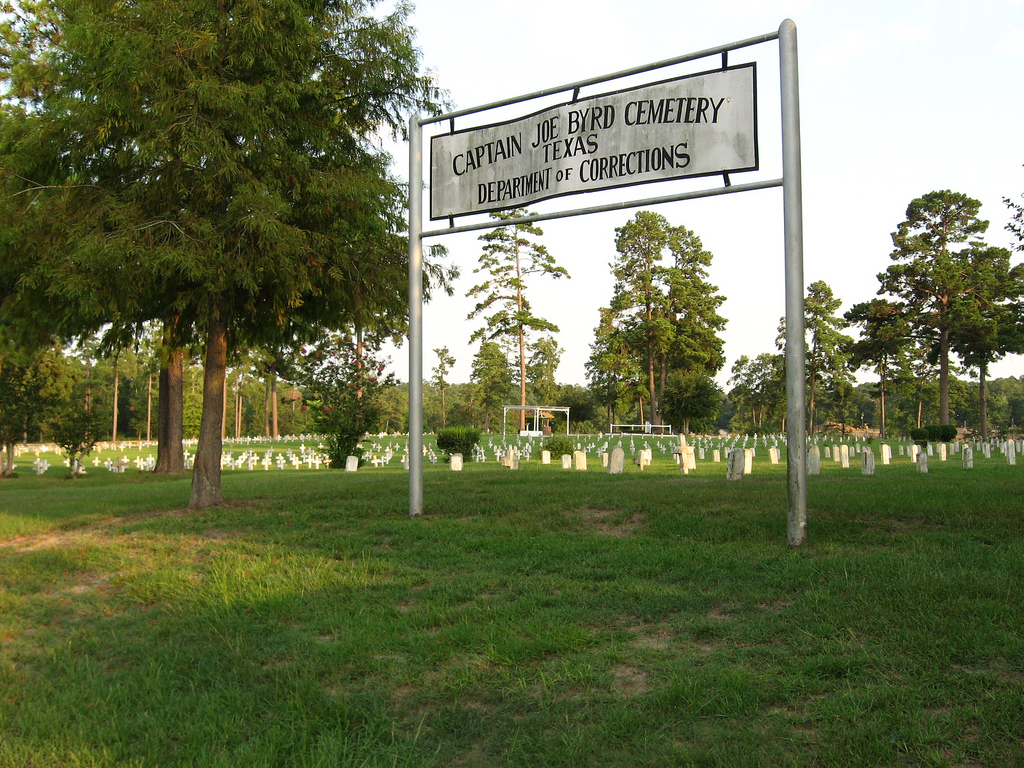
Cimetière du capitaine Joe Byrd à Huntsville, Texas, le cimetière de la prison du ministère de la Justice pénale du Texas pour les prisonniers décédés qui ne sont pas récupérés par leurs familles

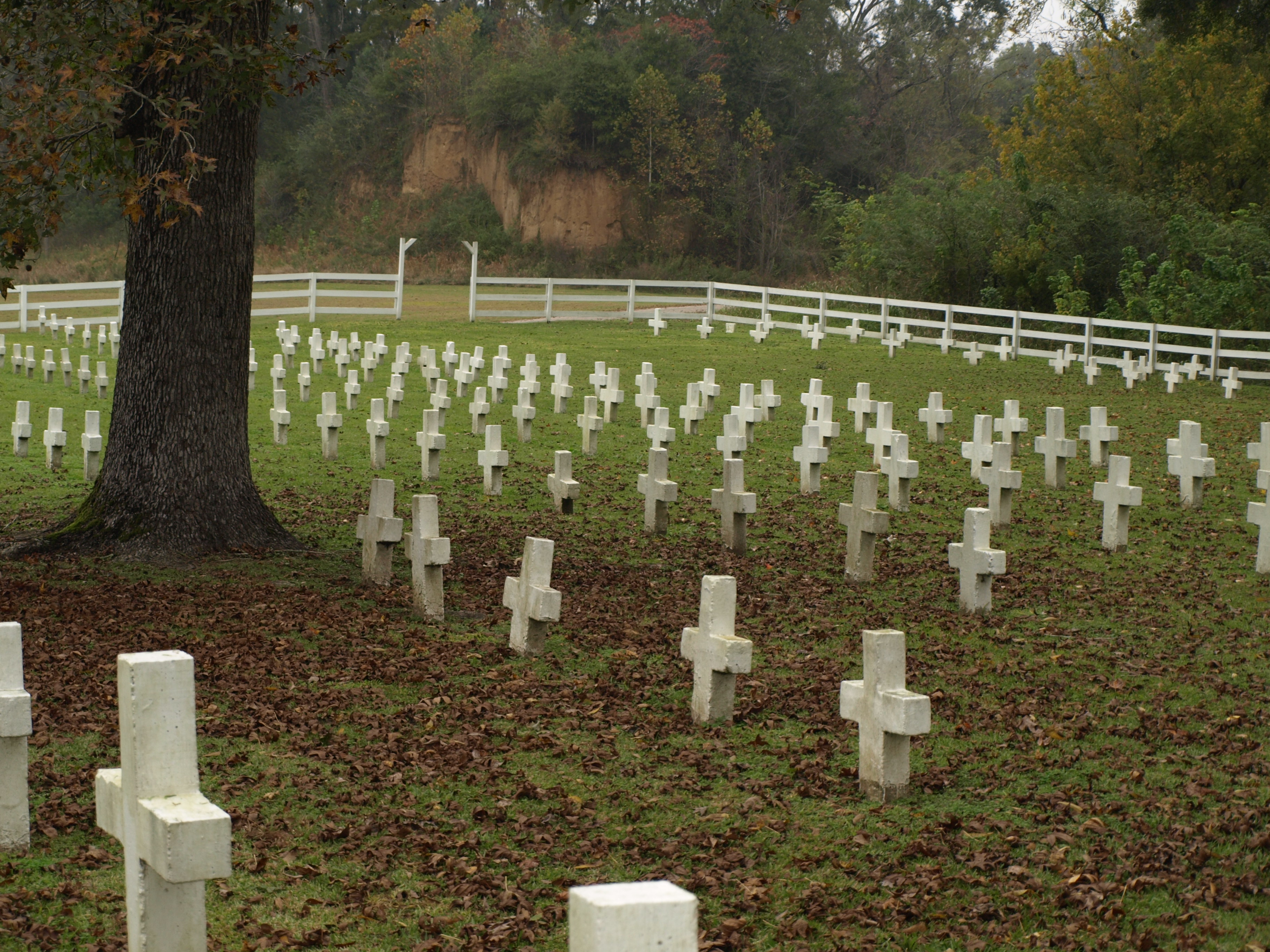
L'original Point Lookout Cemetery, l'un des cimetières de la prison sur la propriété du pénitencier de l'État de Louisiane à West Feliciana Parish, Louisiane

Un cimetière de prison est un cimetière réservé aux cadavres de prisonniers. En général, les restes des détenus qui ne sont pas réclamés par la famille ou les amis sont enterrés dans un cimetière de prison, dont des condamnés exécutés pour des crimes capitaux.

## Liste de cimetières de prison
- Aux États-Unis
  - Fort Leavenworth (Kansas)
    - Cimetière de la prison militaire de Fort Leavenworth

  - Louisiane
    - Cimetière de Point Lookout et Point Lookout II, pénitencier d'État de Louisiane (Angola), paroisse de Feliciana Ouest
    - Un cimetière au centre correctionnel Elayn Hunt, Saint-Gabriel

  - Mississippi
    - 2 cimetières, pénitencier de l'État du Mississippi (Parchman), comté de Sunflower

  - Caroline du Sud
    - Cimetière d'État, alias Cimetière pénitentiaire (surnommé "Tickleberry"), Établissement correctionnel central (Columbia), comté de Richland[2],[3]

  - Texas
    - Cimetière du capitaine Joe Byrd, à Huntsville (les restes non réclamés de détenus exécutés pour meurtre qualifié (en) sont enterrés ici, mais le cimetière comprend également les restes de détenus non exécutés)
    - Un cimetière, à Clemens Unit, dans le comté de Brazoria[4]
    - Cimetière impérial de la ferme d'État, Unité centrale, à Sugar Land[5]
    - École d'État de Gatesville, à Gatesville